# 닉 칼머
니콜라스 앤드루 칼머(Nicholas Andrew Kalmar)는 오스트레일리아의 축구 선수이다.